# Историја мађарске музике
Мало се зна о мађарској музици пре 11. века, када су први краљеви Угарске христијанизовани и када је уведен грегоријански напев. У том периоду један епископ из Венеције написао је прву сачувану опаску о мађарској народној песми када је коментарисао особен стил певања једне служавке. Црквене школе у Мађарској подучавале су западно хришћанско појање, посебно у местима као што су Острогон, Њитра, Велики Варадин, Панонхалма, Веспрем, Вац и Чанад ;  и касније школе су почеле да се фокусирају на певање, ширећи латинске химне широм земље.
Подаци о музичком образовању током овог периода познати су захваљујући рукописима као што су Свеска Ласла Салкаија, Speculum musicae Јакобуса де Лигеа (око 1330−1340, у којој се помиње употреба солмизације), Hahót Codex, Codex Albensis и загребачки Сакраментаријум. Pray Codex је збирка „литургијских мелодија у неуматској нотацији која између осталог садржи најранији писани запис на мађарском језику, Погребну беседу, независне облике записа, па чак и самосталне мелодије (Химна Марији)“.
Први познати пример размене између мађарске и западноевропске музике је из 13. века, „први сусрет са секуларнијим мелодијским светом западног света”.
Најранији документовани инструменти у мађарској музици датирају из звиждаљке 1222. године, затим кобза из 1326. године, гусала из 1358. године, гајди из 1402. године, лаута из 1427. и труба из 1428.  Након тога оргуље су постале главне.
Иако се о њима готово ништа не зна, мађарски министранти су постојали током средњег века и можда су одржавали древне паганске верске праксе у животу.  На синоду у Будиму 1279. црква је забранила њиховој конгрегацији да их слуша, упркос томе што су дошли да их запошљавају племићи на судовима. До 14. века инструментална музика је постала њихов најважнији репертоар, а певачи минстрела постали су познати као игриц.  Златно доба дворске музике (која је пратила француске моделе током већег дела раног средњег века пре него што су стигли музичари из Фландрије, Италије и Немачке) било је за време владавине Матије Корвина и Беатриче.

## 16. век
Надоров кодекс из 1508. представља прву употребу грегоријанских мелодија са мађарским текстовима.  У истом периоду су локални народни стилови постали разноврснији, док су се политичке власти буниле против секуларне музике. Шаволчи напомиње аутора Шандоровог кодекса (почетак 16. века), који је описао световну музику као пратњу „ гуслама, лаутама, бубњевима и цимбалом и користио је тенор, дискант и контратенор “ певаче, што значи да је музика била у стилу мотета.
У 16. веку се појавила Трансилванија, регион који Турци никада нису заузели, као центар мађарске музике, као и прва мађарска музичка издања, обе објављене у Кракову. Песмарица Иштвана Галшечија била је „прва мађарска постепена на грегоријанске химне-мелодије и немачку хорску музику од којих можемо да видимо нове мађарске преводе“, док Кроница Андраша Фаркаша укључује прву сачувану историјску песму.  Из тог доба познато је четрдесетак мелодија и већ су у изразито мађарском стилу који је имао утицаје из већег дела Европе у неколико десетина различитих облика који су „углавном забележени на крут и неспретан начин“, али су „несумњиво били много живописнији и флексибилни у живом извођењу“ и у стварности били „мала ремек-дела мелодијске структуре“.  Најзначајнији музичар овог периода био је Себештјен Тиноди Лантош, „највећи стилиста и мајстор израза древне мађарске епске поезије чије се наслеђе несвесно неговало народна музика два века”.
Наглашена декламација била је модерна у музичком образовању током раног 16. века; ригиднији хорски стил представља збирка под називом Мелопеје, из 1507.  Збирка Јоханеса Хонтеруса је била прво мађарско штампано дело са музиком, које датира из 1548. Ове збирке су обогаћене „мелодичним конфигурацијама“ које би се, према Бенсу Саболчију, могле објаснити доласком „песничког материјала чешке реформације, мелодијског блага немачке реформације и псалтира француских хугенота “.  Песник Балинт Балаши и даље је познат по својим песмама из овог периода, које су биле засноване на пољским, турским, италијанским и немачким мелодијама, а можда су биле и под утицајем виланеле.  Неке песме из овог периода, под утицајем музике племића и њихових минстрела чак из Италије, остале су део мађарске народне традиције барем до почетка модерне збирке песама. Верска и секуларна музика су у то време биле блиско повезане, а документација прве расла је објављивањем многих песмарица испуњених бесплатним псалмским парафразама званим лаудс, олакшавајући праксу заједничког певања међу насталим протестантским црквама.  Ово мешање верске и световне песме било је много критиковано са проповедаонице, и протестантске и католичке цркве. Потоњи је дозволио популарне песме након едикта Фердинанда I из 1564. године, који је дозволио бискупима да их користе само након пажљивог испитивања.  Међутим, поново су забрањене 1611. године, а католичка збирка мађарских црквених песама није договорена све до 1629. године, на Синоду у Нагисзомбату. Збирка, Kантус Kатоличи Бенедека Селошија, објављена је 1651. године и није је пратила протестантска верзија око 90 година.
Мађарска инструментална музика је била позната у Европи у 16. веку. Посебно је био познат лутњиста и композитор Балинт Бакфарк, познат као виртуоз на лаути;  његова дела су сакупљена и објављена као Intavolatura и  Harmoniae musicae (објављене 1553. односно 1565. године).  Био је један од пионира стила заснованог на вокалној полифонији. Запажени су и браћа лутенисти Мелхиор и Конрад Нојзидлер, као и Стефан Монетаријус, аутор важног раног дела у теорији музике, Epithoma utriusque musices.

## 17. век
Током 17. века, Мађарска је била подељена на три дела, један на област Трансилваније, један под контролом Турака, а други под контролом Хабзбурга. Историјске песме су опадале у популарности, замењене лирском поезијом.  Минстреле су заменили дворски музичари, који су свирали трубу и звиждаљку, или цимбалом, виолину или гајде; многи судови и домаћинства имали су велике групе инструмената.  Неки од ових музичара били су Немци, Пољаци, Французи или Италијани, а међу њима је чак био и шпански гитариста на двору Габора Бетлена, принца од Трансилваније. Међутим, мало се зна о стварној музици тог времена.
Инструментална музика из 17. века позната је из колекција разних горњоугарских и трансилванијских колекционара, као што је Јанош Кајони, који је сакупио Cantionale Catholicum, Kájoni Codex, Organo Missale и Sacri Concentus.  Колекционари Vietórisz Codex, чији идентитети су непознати, и још један анонимни колекционар из Љевоча, такође су објавили „прве примере аутономне, развијене девичанске музике, подједнако остварене у стилу, мелодијској текстури и техници адаптације“. Ове песме су се одликовале „флексибилним, фино осенченим мелодијама, тежњом ка стварању ширих и лабавих форми и постепеним осамостаљивањем форма принципа песничких мелодија ка јасно инструменталној концепцији”.  Истовремено, ритам је постао компликованији, а нотација општија. У рукопису Лоцсеа је такође видљиво представљен распоред игара, први пример мађарске цикличне форме;  ова музика и плес имали су сличности како са пољском музиком тог времена, тако и са каснијим развојем стила вербункос.
Мађарска црквена музика из 17. века доживела је револуцију након објављивања Cantus Catholici 1651. године, у којој су изворни мађарски мотиви играли главну улогу. До 1674. године, мађарска миса је такође била део Cantus Catholici, након чега је уследило усвајање калвинистичких песама псалама 1693. и мађарске хорске музике 1695.  Јанош Кајонијев Organo Missale из 1667. године, био је први експеримент у стварању нове врсте мађарске црквене музике, стила који је спајао кратке мотиве који су скраћени, проширени или синкопирани у сложену ритмичку структуру.  Италијанска верска музика је играла важну улогу у овом развоју, што је документовано у „неупоредивом примеру древне мађарске музике“, Harmonia Caelestis принца Пала Естерхазија,  који је покушао да створи изразито мађарски стил црквене музике користећи утицаје из опера, орацијске књижевности, немачке музике Јохана Каспара фон Керла и Јохана Шмелцера и стилови ораторијума и кантате. Естерхазијеви напори нису потрајали, јер је у следећем веку дошло до прилива музике из западне Европе под Хабзбурговцима.
Почетком 18. века, међутим, догодио се последњи национални устанак у том периоду, што је довело до ширења "куручких песама". Ове песме су биле аутентично мађарске и заузимају „централни положај између стила старе и нове народне музике“.  Њихови утицаји укључују елементе пољске, румунске, словачке и украјинске музике поред мађарских мелодија.

## 18. век
Током 18. века, ученици мађарских калвинистичких колеџа, од којих су неки, као малолетни племићи, живели у малим сеоским селима, донели су са собом у своје школе своје регионалне стилове музике. Колеџи као што су Шарошпатак и Секујеск развили су хорове који су усвојили нове елементе попут полифоније. Ђерђ Мароти из Дебрецина објавио је неколико утицајних дела, а његова књига псалама на француском је постала веома популарна.  Око 1790. године, четири гласовна хора су проширена на осам користећи додатне гласове као што су ацантус, субантус и цонцантус, а дискантни глас је систематски транспонован у нижи тон, стварајући нови облик хорског дизајна са сличностима са средњовековним органумом и фаукбоурдон.  У истом периоду су постале популарне и хомофоне песме које се бележе у ђачким песмарицама; нотација је, међутим, била груба и није се појавила обимна збирка све до 1853. године, са објављивањем књиге  Ötödfélszáz Énekek коју је написао Адам Палоци Хорват.  Ове песме показују да је средина и крај 18. века био период када су стари мађарски стилови изумрли, а појавио се нови стил.
Многи мађарски музичари и композитори 18. века проповедали су ближе културне везе са Европом, не верујући да би мађарска музика могла достићи нивое развоја у Италији и Немачкој.  Аристократија је била заинтересована за дворску музику Луја XIV, попут менуета и рондоа.  Многи од ових људи покушавали су да популаризују песме у бечком стилу са мађарским текстовима, или да користе немачке и италијанске форме; међу овим људима су били песник Ласло Амаде, романописац Игнац Месарош и писац и лингвиста Ференц Версеги.  Мађарска музика је, међутим, имала утицаја на композиторе из других делова Европе. Rondo a l'Ongarese Јозефа Хајдна из Клавирског трија у Ге-дуру је пример, као и финале Бетовенове симфоније бр. 3, која користи мађарски марш, и симфоније бр. 7, која је темпо од 2/4 са синкопираним ритмом. Бетовен је такође користио мађарске идиоме у прологу краља Стефана и епилоку за Рушевине Атине.
У 18. веку је такође дошло до успона вербункоса, облика музике који су користили војни регрути. Као и већи део тадашње мађарске музике, била је фокусирана на мелодију, са подређеним текстом; упркос томе, вокал је постао главни део вербунка.

## 19. век
До средине 19. века, вербункос је био главни симбол мађарске културе, а бројни људи су објављивали револуционарне студије и збирке из ове области. Национална музичка школа Друштва музичара у Пешти, коју је после 1840. године водио Габор Матреј, једна од „водећих личности мађарског музичког живота“, учинила је много да подстакне ову студију.  Студија о мађарској хармоници Андраша Бартаја из 1835. године,  Magyar Apollo и његова Eredeti Népdalok из 1833-34, били су пионирски радови у овој области.
Године 1838, млади Франц Лист је био инспирисан да отпутује кући у Мађарску, проучавајући музику ове земље; наставио би да оно што је научио уградио у многе своје светски познате композиције.  Међу другим композиторима из овог периода били су Бени Егреси, који је користио народне песме из 18. века у својим композицијама, Калман Симонфи, који је био „најоригиналнији и најинвентивнији“ текстописац тог доба, чија су се дела „највише приближила идеалу 'популарне мелодијске културе “, као и мање познате личности као што су Густав Шенфи, Густав Ниснај и Игнац Богнар.  Упркос њиховој жељи да величају мађарску народну културу, музика коју су ови композитори користили остала је првенствено музика средњег и вишег слоја.  Тек на самом крају 19. и у 20. веку аутентична музика етничких Мађара постаје главни део композиција. Други мађарски композитори нису покушавали да користе вербункос или друге мађарске стилове у својој музици. Немачка музика имала је много јачи утицај на музику Католичке цркве и на песмарице Михаља Бозоког.
Драматург Елемер Сентирмај (познат и као Јанош Немет) био је веома популаран у своје време, познат по „форми изражавања и скали популарног карактера” чија су „дела по популарности надмашила све што су написали његови савременици”.  Мађарска оперета се први пут појавила 1860-их, популаризирали су је Игнац Богнар, Геза Алага и Јено Хубер, а затим Елек Еркел и Ђорги Банфи ; почетком 20. века бечки стил је преовладавао у стваралаштву Хуске, Понграца Качоха, Бутикаја, Јакобија, Калмана и Лехара.  Осим популарне оперете, област мађарске опере достигла је плод у 19. веку. Ференц Еркел је био од великог значаја у својој области, стварајући прву оперу на мађарском језику користећи музику из популарних песама, традицију вербункоса као и певачке форме италијанске и француске опере.  Било је и других оперских композитора, али је најзначајнији био Михаљ Мошоњи, који је много учинио да у свом раду користи мађарске теме.
Крајем 19. века дошло је до опадања националистичких тенденција мађарске музике, које су прерасле „у дела салонских композитора, у лоше написан жанр стилских 'мађарских фантазија', 'циганских аранжмана'" и других стилова под већим утицајем страних земаља. него мађарске традиције.  Резултат је био појачан антагонизам између оних који су заљубљени у страну музику и култиватора мађарске (и ромско-мађарске) музике, дихотомија која би „могла довести само до обмане земље опијумом полуобразовања с једне стране и површног национализма на други". Ханс Кеслер, наставник на Музичкој академији, учинио је више од било кога да нагласи немачке класичне елементе у мађарској музици, иако су неки од његових ученика, попут Ернста фон Донањија, ставили истакнуте мађарске теме у своја дела.